# Мартинесси, Марсело
Марсело Мартинесси (исп. Marcelo Martinessi; род. 1973, Асунсьон) — парагвайский сценарист и кинорежиссер, который получил премию «Горизонты» за лучший короткометражный фильм на международном кинофестивале в Венеции. Его первый художественный фильм «Наследницы» завоевал премию «Серебряный медведь» на Берлинском кинофестивале 2018 года.

## Биография
Марсело Мартинесси родился в столице Парагвая городе Асунсьон, окончил местный Католический университет, после чего изучал киноискусство в Лондонской киношколе.
Мартинесси дебютировал как кинорежиссер в 2009 году — это был 19-минутный короткометражный фильм «Карай Норте», где в черно-белой технике изображены события гражданской войны в Парагвае.
В 2010 году Мартинесси начал карьеру на государственном телевидении Парагвая, но после переворота 2012 года ушёл с поста руководителя Общественного Совета Национальной телекомпании. Тогда же снял следующий 12-минутный короткометражный документальный фильм «La voz perdida» (международное название: The Lost Voice), который рассказывает о драматических событиях национальной истории. Фильм принес Мартинесси приз Венецианского кинофестиваля 2016 года.

## Фильмография
| Оригинал названия              | Название на русском                 | Год  | Жанр             |
| ------------------------------ | ----------------------------------- | ---- | ---------------- |
| Los paraguayos                 | Парагвайцы                          | 2007 | документальный   |
| Paraguay según Agustín Barrios | Парагвай согласно Агустину Барриосу | 2007 | документальный   |
| Partida                        | Отбытие                             | 2008 | короткометражный |
| Karai Norte                    | Человек с Севера                    | 2009 | короткометражный |
| Calle Última                   | Последняя улица                     | 2011 | короткометражный |
| El baldío                      | Пустырь                             | 2012 | короткометражный |
| Diario Guaraní                 | Дневник гуарани                     | 2016 | документальный   |
| La voz perdida                 | Потерянный голос                    | 2017 | короткометражный |
| Las herederas                  | Наследницы                          | 2018 | полнометражный   |